# Minakami
Minakami (みなかみ町, Minakami-machi) est un bourg du district de Tone, dans la préfecture de Gunma au Japon.

## Géographie

### Situation
Minakami est situé dans le nord de la préfecture de Gunma, à la limite de la préfecture de Niigata.

### Démographie
Au 1er juin 2019, la population de Minakami s'élevait à 17 882 habitants répartis sur une superficie de 780,91 km2. Au 1er septembre 2022, elle était de 17 760 habitants.

### Topographie
Les monts Shibutsu, Makihata et Hotaka se trouvent sur le territoire de Minakami.

### Hydrographie
Le cours du fleuve Tone traverse le bourg. Le barrage de Naramata est situé au nord de Minakai.

## Histoire
Le Mikuni Kaidō reliant Takasaki à Niigata à partir de l'époque Heian traversait la zone de l'actuel Minakami, avec neuf relais. La région a été disputée entre les clans concurrents Uesugi, Takeda et Sanada pendant l'époque Sengoku. Pendant la période Edo, Minakami était en partie sous le contrôle du domaine de Numata, le reste faisant partie de la province de Kōzuke administrée directement par le shogunat Tokugawa.
Le village moderne de Minakami a été créé le 1er avril 1889. Il obtient le statut de  statut de bourg le 10 août 1947. Le 1er octobre 2005, le bourg de Tsukiyono et le village de Niiharu sont intégrés à Minakami.

## Transports
Minakami est desservi par la ligne Shinkansen Jōetsu à la gare de Jōmō-Kōgen et par la ligne Jōetsu à la gare de Minakami.

## Jumelage
Minakami est jumelé avec :
- Huntsville (États-Unis),
- Uherský Brod (Tchéquie),
- Tainan (Taïwan).